# Quercus deserticola
Quercus deserticola és una espècie de roure que pertany a la família de les fagàcies i està dins de la secció dels roures blancs.

## Descripció
És un petit arbre o arbust perennifoli, rares vegades superior a 3 m (de vegades pot arribar a 10 m), capçada estesa, més ample que alt. L'escorça està solcada, de color cafè fosc, amb lenticel·les visibles. Les branques són tomentoses i tenen un color groc intens. Els brots són peluts i tenen un color cafè pàl·lid, de 2 a 4 mm. Les fulles fan 4-8 x 2-45 cm, coriàcies, rugoses, àmpliament el·líptiques oblongues, obovals o més o menys. L'àpex és obtús arrodonit de vegades, mucronat, base arrodonida de vegades cordada, sovint asimètrica, marge crenat-dentada revolut, 2 -4 (5) parells de dents rectes amb mucró 0,3-0,5 mm de llarg; epidermis buliforme, verd fosc amb algun estavellat dispersa 7-11 pèls raigs, especialment al llarg nervi central; pàl·lid a baix amb pubescència estelada groguenc i alguns pèls glandulars groguenques 6 -10 parells de venes, impressionats per sobre, prominents per sota. Els pecíols són tomentosos, de 2-6 mm de llarg, 0,5-1 mm d'ample, engrossit a la punta. Les flors surten a l'abril, són pistil·lades, 03/10 junt en un peduncle 3 cm de llarg, densament pubescents. Les glans fan 1,5 cm, ovoides, d'1 a 3, tomentoses, tija de 2-9 mm de llarg, tancats 1/2 a 2/3 de tassa profunda, mitja tassa rodona, 1,4-2 cm d'ample, profund, amb convex basal escales. Les glans maduren al cap d'1 any, entre juliol i desembre.

## Distribució
Quercus deserticola és un endèmic a Mèxic (Districte Federal, Estat de Guanajuato, Estat d'Hidalgo, Estat de Jalisco, Estat de Mèxic, Estat de Michoacán i Estat de Querétaro), 1600-2800 msnm.

## Subespècies i varietats
Q. vallicola és considerat per alguns autors (Govaerts i Frodin), com espècies veritables, però no per autors mexicans en l'actualitat (Susana València-A, 2006.) I el 2006, aquest autor considera Q. texcocana i Q. tamiapensis com a sinònims de Q. depressipes.

## Taxonomia
Quercus deserticola va ser descrita per William Trelease i publicat a Memoirs of the National Academy of Sciences 20: 79, pl. 113–114, a l'any 1924.
Etimologia
Quercus: nom genèric del llatí que designava igualment al roure i a l'alzina.
deserticola: epítet
Sinonímia
- Quercus alveolata Trel.[2]
- Quercus texcocana Trel.[2]
- Quercus deserticola var. incisa Trel.[3]